# Martin Gramp
Martin Gramp war ein Bildhauer des 16. Jahrhunderts, der aus Lindau im Bodensee stammte und in Freiburg im Üchtland in der Schweiz zwischen 1508 und 1524 eine Werkstatt führte.

## Biografie
Martin Gramp, Sohn des Gallus Donornen alias Gramp aus Lindau im Bodensee, gelangte 1508 nach Freiburg im Üchtland. Bis 1524 wird er in den Freiburger Quellen regelmäßig erwähnt, hauptsächlich als Bildhauer, daneben auch als Schreiner. 1509 erwarb er ein Haus neben der Kirche St. Nikolaus. 1524 zahlte ihm die Stadt zum letzten Mal seinen Hauszins, was darauf hindeutet, dass er in diesem Jahr starb.

## Stil
Die Skulpturen aus Gramps Werkstatt sind von rustikaler Expressivität. Der Bildhauer verzichtete auf die typisch gotische Überlängung des Körpers und schuf Figuren mit realistischen Proportionen. Im Hochaltarretabel der Kirche St. Johann betonte er die individuellen Charaktere der dargestellten Personen, um diese deutlich voneinander abzuheben. Sie treten nicht als unerreichbare Idealbilder auf, sondern als lebensnahe Gefährten. Dagegen ist der Kopf des Palmeselchristus aus ikonografischen Gründen sehr idealisiert dargestellt.
Die Skulpturen aus Gramps Werkstatt lassen sich an einem besonderen Detail leicht erkennen: an ihrer Haargestaltung. Die sanft geschwungenen Strähnen enden in kurzen Locken, die nicht in einer Spitze auslaufen, sondern wie abgeschnitten wirken. Alle Köpfe haben eine längliche Form, werden nach hinten jedoch auffallend breit und weisen zudem eine zu den Seiten hin stark gewölbte Stirn auf.
Die Gesichter sind durch verschiedenförmige Augen und eindrucksvolle Lider, stark ausgeprägte Krähenfüße und leichte Augenringe gekennzeichnet. Die gewöhnlich kurze und breite Nase wird durch eine vertikale Vertiefung an der Wurzel betont. Die Lippen sind voll, das Kinn ist klein und gerundet.

## Technik
In technischer Hinsicht ist die Sorgfalt hervorzuheben, mit der Martin Gramp seine Werkblöcke auswählte. Anstückungen sind selten, die Hände gelegentlich in den Ärmeln verdübelt. Auffallend sind die zahlreichen Ausspänungen von Trocknungsrissen. Die Rückenhöhlungen sind eher grob geschnitzt.

## Kunsthistorische Einordnung der Werkstatt Martin Gramps
Aufgrund Gramps Herkunft aus Lindau suchte man vergeblich nach Bezügen zur schwäbischen Skulptur. Mehr Ähnlichkeiten sind zwischen seinen Werken und der unterfränkischen Plastik festzustellen, insbesondere Arbeiten aus den Werkstätten von Hans Seyfer oder Tilman Riemenschneider.
Der Palmesel-Christus scheint dem Typus der „Vera Icona“ aus dem Petersdom in Rom zu folgen, der in unzähligen Varianten verbreitet war. Die Figuren der Kirche St. Johann in Freiburg erinnern an die oberschwäbische Kunst an der Wende von 15. zum 16. Jahrhundert.

## Skulpturen aus der Werkstatt Martin Gramps
- Palmeselchristus aus der Stiftskirche St. Nikolaus in Freiburg, 1513–1514, Museum für Kunst und Geschichte Freiburg (MAHF 3195)
- Kruzifix, 1508, Rathaus, Freiburg
- Hochaltarretabel der Kirche St. Johann in Freiburg: Madonna mit Kind, hl. Johannes der Täufer und hl. Johannes der Evangelist, Büsten der hll. Petrus und Paulus, 1514, Kirche St. Johann, Freiburg
- Armreliquiare des hl. Johannes des Täufers und des hl. Johannes des Evangelisten, um 1515, Kirche St. Johann, Freiburg
- Männliche Büste mit flacher Schüssel/Konsolfigur, um 1510–1515, Museum für Kunst und Geschichte Freiburg (MAHF 7387)
- Hl. Christophorus, um 1515, Museum für Kunst und Geschichte Freiburg (MAHF 2447)